# Pechbrunn
Pechbrunn é um município da Alemanha, situado no distrito de Tirschenreuth, no estado da Baviera. Tem 26,46 km² de área, e sua população em 2019 foi estimada em 1.354 habitantes.